# سیری اسکارا
سیری اسکارا (۶ ژوئن ۱۹۵۸–۱ آوریل ۲۰۱۱) سرهنگ دوم خلبان لاکهید پی-۳ اوریون و لاکهید سی-۱۳۰ هرکولس نیروی هوایی پادشاهی نروژ و اولین و تنها خلبان زن در این نیرو بود. او در جریان حمله به مزار شریف در سال ۲۰۱۱ کشته شد.

## پیشینه
او که قبلاً یک خلبان غیرنظامی و مربی آموزشی با بیش از ۱۴۰۰ ساعت پرواز بود، آموزش خلبانی نظامی خود را در سال ۱۹۸۴ به پایان رساند و در نیروی هوایی پادشاهی نروژ به پرواز با لاکهید پی-۳ اوریون در اسکادران ۳۳۳ و بعداً با لاکهید سی-۱۳۰ هرکولس در اسکادران ۳۳۵ ادامه داد. اسکارا در اوت ۲۰۱۰ با درجه سرهنگ دوم مشاور نظامی هیئت معاونت ملل متحد در افغانستان شد.

## درگذشت
در تاریخ ۱ آوریل ۲۰۱۱ اسکارا در محوطه نمایندگی سازمان ملل متحد در افغانستان در جریان تظاهرات مزارشریف کشته شد و دو کارمند دیگر به همراه چهار محافظ امنیتی مسلح و تعدادی از معترضان جان باختند.
اسکارا زاده اوندالسنس از استان موره او رومسدال نروژ و ساکن اسلو متأهل و دارای یک فرزند بود.